# 溶液

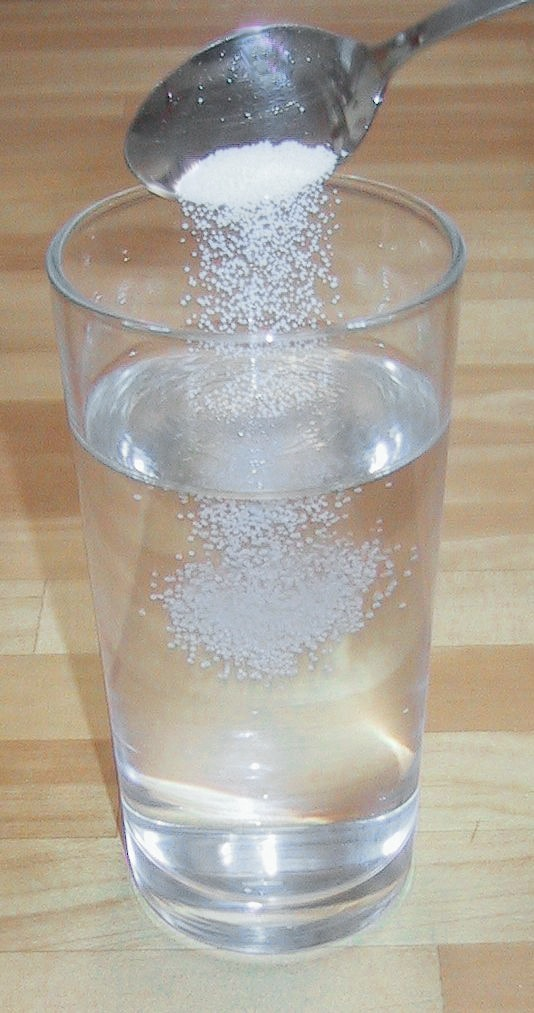
食塩(NaCl)を水に溶かして食塩水溶液を作る。塩が溶質、水が溶媒である。

溶液（ようえき、英: solution）とは、2つ以上の物質から構成される液体状態の混合物である。一般的には主要な液体成分の溶媒（ようばい、solvent）と、その他の気体、液体、固体の成分である溶質（ようしつ、solute）とから構成される。溶媒と溶質とが混合して、溶液が生成される現象のことを溶解という。
溶液は巨視状態においては安定な単一、且つ均一な液相を呈するが、溶質成分と溶媒成分とは単分子が無秩序に互いに分散、混合しているとは限らない。すなわち溶質物質が分子間の相互作用により引き合った次に示す集合体などが溶媒に分散している溶液も多い。
- 会合により形成される多量体分子（高分子の場合を含む。）
- 溶媒和分子
- 分子クラスター
- コロイド粒子

特に微視状態において2つ以上の相が分散混合していて、巨視的には一様な分散系溶液をコロイド溶液と呼ぶ。状況によっては、理想溶液の振舞いとの乖離が大きいコロイド溶液は、溶液とは見なさない場合もある（コロイド溶液については記事 分散系に詳しい。）。

## 呼称
通常、区別する目的で溶媒の種類と「溶液」の語を併せて、「エタノール溶液」などと呼び表す。特に断らずに「溶液」と言った場合は水溶液を示す場合が殆どである。すなわち例を挙げると、
- 溶質=フェノールフタレイン、溶媒=エタノール 
  - - フェノールフタレイン（の）エタノール溶液あるいはフェノールフタレイン/エタノール溶液等
- 溶質=塩化ナトリウム、溶媒=水
  - - 塩化ナトリウム溶液あるいは塩化ナトリウム水溶液等

である。

## 濃度
また、溶質と溶液との量的比率を濃度と呼ぶ。溶質量は質量、物質量、体積で表され溶液量は質量あるいは体積で表されることが多い。溶質量と溶媒量とは同一の物理量で比を表すことが多いが、濃度を使用する用途によっては任意の組み合わせで比を表す（記事 濃度に詳しい）。また特定の温度で溶質が最大限に溶媒に溶ける割合を溶解度とよぶ。

## 溶解
溶液は異なる純物質の2つ以上の相から出発し、拡散混合して一様な液体になることで生成するが、この過程を溶解と呼ぶ（記事 溶解に詳しい）。つまり気体または固体を溶質とする溶液は溶解と呼ぶが、液体の溶質で溶媒と相分離しない物同士は溶解とは呼ばず単に混合と呼ぶことが多く、相分離する物同士は溶解と呼ぶ。すなわち、相分離することはその溶質が溶媒に全く溶解しないことを意味しない。
| 溶質       | 相分離 | 名称 |
| ---------- | ------ | ---- |
| 液体       | しない | 混合 |
| 液体       | する   | 溶解 |
| 気体・固体 | -      | 溶解 |

このように溶解は拡散過程であるから、溶媒と溶質との凝集力の性質に違いが無ければ、気体同士の拡散と同じく熱力学第二法則にしたがっていかなる比率でも溶液が生成することが期待される。言い換えると、溶質-溶質間、溶媒-溶媒間そして溶質-溶媒間の凝集力に違いが無い場合に溶解を熱力学的な拡散過程として取り扱うことができ、その様な溶液を理想溶液（りそうようえき、ideal solution）と呼ぶ。
溶質-溶質間の（あるいは溶媒-溶媒間の）凝集力と溶質-溶媒間の凝集力に差異があるということは、混合状態のほうが熱力学的に安定でない場合もありうることを意味する。混合前後の凝集力の差は熱力学的な状態を変化させ熱として現れる。すなわち、発熱あるいは吸熱の溶解熱として現れる。言い換えると、溶解熱の指標である混合エンタルピー変化と拡散の指標である混合エントロピー変化の収支が正の場合に溶解が進行する。
現実の溶液では、イオン電荷間の静電相互作用、あるいはイオン電荷を持たない物質では水素結合、双極子相互作用、ロンドン凝集力等様々な機構により発生する凝集力が作用する。その結果、溶媒分子あるいは溶質分子の性質によりこれらの凝集力の幾つかが重畳して作用することになるが、凝集力の種類によっては分子の構造や配向によって強度が変化する為、分子の種類により凝集力に選択性が生じることになる。
まず、凝集力は距離の二乗に逆比例する遠距離力の静電相互作用とそれよりも到達距離の短い近距離力のファン・デル・ワールス力（分子間力）とに分類される。そしてファン・デル・ワールス力はその発生機構により、ロンドン分散力や双極子相互作用などさらに幾つかに分類される。溶液の物理化学的挙動を区別する為に、つぎのように凝集力の違いにより溶液を区分する。
|          |                | 理想溶液† | 正則溶液 | （一般溶液） | 電解質溶液 |
| -------- | -------------- | --------- | -------- | ------------ | ---------- |
| 近距離力 | ロンドン分散力 | ○         | ◎        | ○            | ○          |
| 近距離力 | 双極子相互作用 | ×         | ×        | ◎            | ○          |
| 近距離力 | 水素結合       | ×         | ×        | ◎            | ○          |
| 遠距離力 | イオン対       | ×         | ×        | ×            | ◎          |

◎=溶液種別を特徴づける凝集力、○=副次的な凝集力、×=凝集力として参画していない
†ロンドン分散力は構成原子による違いは持たず理想溶液の凝集力に最も近いが分子量が増大すると凝集力が大きくなる。しかし理想溶液の凝集力は分子種別によらず一定と仮定するので厳密には異なる。あるいは希薄溶液ではいずれの凝集力の場合も分子間凝集力の差異が熱力学的挙動に与える影響が殆どなくなるので、どのような希薄溶液でも理想溶液として扱うことが可能である。

## 理想溶液
熱力学的には液体は分子が分子間力により束縛し合っているものの、固体のように秩序だった構造をとらない。すなわち無秩序な物理的状態を示す。したがって、溶液の液体の中で溶媒分子と溶質分子との間での束縛が等価であり、それぞれが区別されないような無秩序な混合状態の液体となっている溶液を理想溶液（ideal solution）と呼ぶ。理想溶液は熱力学的な概念であり、その理論から理想溶液の挙動としてラウールの法則が導かれる。言い換えると、いずれの溶液濃度においてもラウールの法則が成立する溶液が理想溶液である。
経験的に理想溶液となる溶解（あるいは混合）は次のような場合が該当する。
- 構成分子の分子の大きさがほぼ等しい
- 混合熱はゼロ
- 混合による容積変化はゼロ

近似的に理想溶液と見なされる例としては、重クロロホルムとクロロホルムとの混合やトルエンとベンゼンとの混合などがある。
それら以外の場合でも希薄溶液は溶質分子同士の相互作用の影響は無視しうるので理想溶液に近似可能であり、ラウールの法則やヘンリーの法則が成り立つ。その場合蒸気圧あるいは沸点や凝固点など溶液の熱力学的状態量は束一的性質を示す。
二種類の液体が混合する場合、成分2のモル分率を{\displaystyle X_{2}} と置くと成分2の部分モル溶解エントロピーは以下のようになる。ここで{\displaystyle R} は気体定数である。
{\displaystyle \Delta {\overline {S}}_{2}=-R\ln X_{2}}
また理想溶液においては溶解エンタルピー変化は0であるから、成分2の部分モル溶解ギブス自由エネルギーは以下のようになる。ここで{\displaystyle T} は絶対温度である。
{\displaystyle \Delta {\overline {G}}_{2}=RT\ln X_{2}}
二成分溶液において、各成分のフガシティー（理想系を仮定した蒸気圧）{\displaystyle f_{1}}、{\displaystyle f_{2}} は各成分のモル分率{\displaystyle X_{1}}、{\displaystyle X_{2}} と以下の関係にある。
{\displaystyle X_{1}\left({\frac {\partial \ln f_{1}}{\partial X_{1}}}\right)_{P,T}=X_{2}\left({\frac {\partial \ln f_{2}}{\partial X_{2}}}\right)_{P,T}}
蒸気圧が充分に低圧で理想気体と近似できる場合は各成分のフガシティーを蒸気圧{\displaystyle P_{1}}、{\displaystyle P_{2}} で置いてよく以下のようになる。ここで{\displaystyle P_{1}^{\circ }}、{\displaystyle P_{2}^{\circ }} は各成分の純液体の蒸気圧である。各成分の蒸気圧は各成分のモル分率に比例する。（ラウールの法則）
{\displaystyle P_{1}=P_{1}^{\circ }X_{1}=P_{1}^{\circ }(1-X_{2})}
{\displaystyle P_{2}=P_{2}^{\circ }X_{2}=P_{2}^{\circ }(1-X_{1})}
また成分2の希薄溶液において、{\displaystyle X_{2}} が0に近いときその近傍で微分学により以下の式が成立する。成分2のフガシティーは成分2のモル分率に比例する。（ヘンリーの法則）
{\displaystyle {\frac {\partial f_{2}}{\partial X_{2}}}={\frac {f_{2}}{X_{2}}}={\mbox{const}}}

## 正則溶液
溶質と溶媒との間の凝集力がファン・デル・ワールス力（厳密にはロンドン分散力）のみの場合、その溶液を正則溶液（せいそくようえき、regular solution）と呼ぶ。すなわち、静電相互作用（イオン結合）、会合（水素結合）、双極子相互作用（分極）等が作用しない溶液が正則溶液となる。正則溶液の語はヒルデブランド（J.H. Hildebrand）による命名である（1929年）。
経験的に正則溶液となる溶解（あるいは混合）は次のような場合が該当する。
- 混合熱は非ゼロ（発熱あるいは吸熱を生じる）
- 混合エントロピー変化は理想溶液と同等

正則溶液の性質は溶質、溶媒の溶解パラメーターの差に支配され、溶解度は理論的に溶解パラメーターで定式化することができる。
成分1と成分2が混合して溶液となるときの溶解熱を考えると以下のようになる。
成分1の蒸発エネルギーを{\displaystyle \Delta E_{1}^{V}} 成分2の蒸発エネルギーを{\displaystyle \Delta E_{2}^{V}} と置き、気体状態にある成分1: {\displaystyle n_{1}} molと成分2: {\displaystyle n_{2}} molがそれぞれ凝集して液体となるとき（混合しない）のエネルギーは以下のように表される。
{\displaystyle -\Delta E_{0}=-(n_{1}\Delta E_{1}^{V}+n_{2}\Delta E_{2}^{V})}
気体状態にある成分1: {\displaystyle n_{1}} molと成分2: {\displaystyle n_{2}} molが凝集して溶液になるときの全凝集エネルギーはそれぞれの成分の分子と分子の接している割合がその成分の容積分率に等しいから、成分1と成分2の接触による凝集エネルギーを{\displaystyle \Delta E_{1\cdot 2}^{V}} として以下のようになる。ここで{\displaystyle V_{1}} および{\displaystyle V_{2}} は各成分の液体のモル体積である。
{\displaystyle -E_{M}=-{\frac {\Delta E_{1}^{V}n_{1}^{2}V_{1}+2\Delta E_{1\cdot 2}^{V}n_{1}n_{2}V_{1}^{1/2}\cdot V_{2}^{1/2}+\Delta E_{2}^{V}n_{2}^{2}V_{2}}{n_{1}V_{1}+n_{2}V_{2}}}}
従って液体の成分1: {\displaystyle n_{1}} molと成分2: {\displaystyle n_{2}} molが混合して溶液になるときの混合熱はこれらの混合前後の凝集エネルギーの差{\displaystyle \Delta E_{M}=\Delta E_{0}-E_{M}} で与えられ以下のようになる。
{\displaystyle \Delta E_{M}={\frac {n_{1}V_{1}\cdot n_{2}V_{2}}{n_{1}V_{1}+n_{2}V_{2}}}\left({\frac {\Delta E_{1}^{V}}{V_{1}}}-{\frac {2\Delta E_{1\cdot 2}^{V}}{V_{1}^{1/2}\cdot V_{2}^{1/2}}}+{\frac {\Delta E_{2}^{V}}{V_{2}}}\right)}
ここで分子間力がロンドン分散力のみの場合は、各成分間の分子間力が各成分の分子間力の幾何平均で近似され、成分1と成分2の接触による凝集エネルギー{\displaystyle \Delta E_{1\cdot 2}^{V}} が各々の物質の凝集エネルギー{\displaystyle \Delta E_{1}^{V}} と{\displaystyle \Delta E_{2}^{V}} の幾何平均で表され以下のようになる。
{\displaystyle \Delta E_{M}={\frac {n_{1}V_{1}\cdot n_{2}V_{2}}{n_{1}V_{1}+n_{2}V_{2}}}\left\{\left({\frac {\Delta E_{1}^{V}}{V_{1}}}\right)^{1/2}-\left({\frac {\Delta E_{2}^{V}}{V_{2}}}\right)^{1/2}\right\}^{2}}
ここで成分1の溶解パラメータを{\displaystyle \delta _{1}=\left({\frac {\Delta E_{1}^{V}}{V_{1}}}\right)^{1/2}} 、成分2の溶解パラメーターを{\displaystyle \delta _{2}=\left({\frac {\Delta E_{2}^{V}}{V_{2}}}\right)^{1/2}} と置くと混合エネルギーは以下のようになる。
{\displaystyle \Delta E_{M}={\frac {n_{1}V_{1}\cdot n_{2}V_{2}}{n_{1}V_{1}+n_{2}V_{2}}}(\delta _{1}-\delta _{2})^{2}}
この式を{\displaystyle n_{2}}で偏微分することにより成分2の部分モル溶解エネルギーに関する式が得られる。ここで{\displaystyle \phi _{1}={\frac {n_{1}V_{1}}{n_{1}V_{1}+n_{2}V_{2}}}}は成分1の容積分率である。
{\displaystyle \left({\frac {\partial \Delta E_{M}}{\partial n_{2}}}\right)_{n_{1}}=\Delta {\overline {E}}_{2}=V_{2}\phi _{1}^{2}(\delta _{1}-\delta _{2})^{2}}
また成分2の溶解に関する部分モルギブス自由エネルギーは、部分モル溶解エントロピーが理想溶液の場合に等しいと置くことができ、また部分モル溶解溶解エンタルピーは{\displaystyle \Delta {\overline {H}}_{2}=\Delta {\overline {E}}_{2}+P\Delta {\overline {V}}_{2}} のうち{\displaystyle P\Delta {\overline {V}}_{2}} = 0 と近似され、部分モル溶解エネルギー{\displaystyle \Delta {\overline {E}}_{2}} にほぼ等しいと置くことができるため以下のようになる。これが正則溶液であると仮定される場合の成分1（溶媒）に対する成分2（溶質）の溶解度{\displaystyle X_{2}\,} を与える基本式となる。また成分2の活量{\displaystyle a_{2}={\frac {f_{2}}{f_{2}^{\circ }}}} は純粋な液体に対する溶液の成分2のフガシティーの比率である。
成分2の活量係数は{\displaystyle \gamma _{2}={\frac {a_{2}}{X_{2}}}={\mbox{exp}}{\frac {V_{2}\phi _{1}^{2}(\delta _{1}-\delta _{2})^{2}}{RT}}} で与えられる。
{\displaystyle \Delta {\overline {G}}_{2}=RT\ln {\frac {f_{2}}{f_{2}^{\circ }}}=RT\ln a_{2}\cong RT\ln X_{2}+V_{2}\phi _{1}^{2}(\delta _{1}-\delta _{2})^{2}}

## 電解質溶液
イオン性物質（いわゆる塩）は正と負との二つのイオンフラグメントから構成される為、溶質成分のイオン間に静電相互作用に起因する強い束縛力が働く。それ故、イオン性物質の溶液は独特の挙動を示し電解質溶液（でんかいしつようえき、electrolyte solution）と呼ばれる。
溶媒分子が分極することが出来る場合、イオン電荷の周りを分極した溶媒分子が取り囲むことで電荷を分極分子が遮蔽するので、相対的に、静電相互作用の力が弱められる。このような極性溶媒にイオン性物質が陽イオンおよび陰イオンに解離して溶解する現象を電離とよびその結果生じる溶液が電解質溶液である。したがって、電解質溶液は極性が高い溶媒についてのみ生成する。言い換えるとベンゼンなど極性が弱い溶媒はイオン性物質を溶解することができない。
溶液中におけるイオン対の解離定数は以下のようなイオン間の静電気力に基くJ. Bjerrumの理論式で与えられる。ここで{\displaystyle A} は定数、{\displaystyle N_{A}} はアボガドロ定数、{\displaystyle e} は電気素量、{\displaystyle z_{\rm {X}}} はXの電荷、{\displaystyle r_{\rm {X}}} はイオン半径を表し、また解離定数は溶媒の比誘電率{\displaystyle \varepsilon } に著しく影響を受けることになり、一般的に極性が強く比誘電率の高い溶媒ほど電解質を強く解離させ、溶解度が大きくなる。
{\displaystyle {\mbox{p}}K_{d}=A+{\frac {N_{A}e^{2}}{\ln 10\cdot RT}}\cdot {\frac {z_{\rm {X}}z_{\rm {Y}}}{r_{\rm {X}}+r_{\rm {Y}}}}\cdot {\frac {1}{\varepsilon }}}
イオン電荷の周りに極性溶媒分子が分極により集合した状態は溶媒和(ようばいわ、solvation)と呼ばれる。溶媒和は中心イオンの電荷が多いほど強く作用し、大きさ（直径）が小さいほど強く働く。また、溶媒の分極が大きいほど溶媒和は安定となる。あるいは溶媒分子が嵩高い場合は、十分な数の溶媒が配向することが出来なくなるので溶媒和効果が弱くなる。
このように、正または負のイオンに対する溶媒和効果はイオンの電荷密度に左右される為、必ずしも等価ではない。例えば相間移動触媒のクラウンエーテルは金属カチオンを抱合することで溶媒和と同様な作用を現す。すなわち、二クロム酸カリウムはカリウムイオンがクラウンエーテルに抱合されてベンゼンに溶解すると二クロム酸アニオンもベンゼンに溶け込むようになる。これは二クロム酸アニオンは電荷のわりには分子のサイズが大きい為にベンゼンの弱い分極でも十分に電荷が遮蔽され安定化する為である。